# New Life
Singles de Depeche Mode
Dreaming of Me
(1981) Just Can't Get Enough
(1981)
Pistes de Speak and Spell
I Sometimes Wish I Was Dead
New Life est le deuxième single sorti par le groupe Depeche Mode, sorti le 13 juin 1981. 
Il existait en fait deux versions de la chanson. La version vinyle 7' qui allait plus tard devenir la version album, sur Speak and Spell, sorti en octobre 1981, alors que la version vinyle 12' remix est elle différente. Elle apparaîtra plus tard sur la version américaine de Speak & Spell.
Le single est devenu le premier gros succès de Depeche Mode au Royaume-Uni, atteignant à son apogée la 11e place du hit parade. Le 25 juin 1981, le groupe jouait New Life dans ce qui sera leur début dans la fameuse émission de la BBC, Top of the Pops. Le groupe rejouera la chanson dans cette même émission les 16 et 30 juillet 1981.
La face B Shout!, est la toute première chanson de Depeche Mode à avoir un remix étendu vinyle 12' appelé le "Rio Remix". Ce dernier apparaîtra plus tard sur l'album compilation de remixes, Remixes 81–04, sorti en 2004. C'est d'ailleurs la chanson la plus ancienne présente sur cette compilation.

## Formats et liste des chansons
Vinyle 7" Mute / 7Mute14 (UK)
1. New Life – 3:43
2. Shout! – 3:44

Vinyle 12" Mute / 12Mute14 (UK)
1. New Life (Remix) – 3:58
2. Shout! (Rio Remix) – 7:31

CD Mute / CDMute14 (UK)1
1. New Life (Remix) – 3:58
2. Shout! – 3:44
3. Shout! (Rio Remix) – 7:31

Notes
- 1:CD sorti en 1991.
- Toutes les chansons sont écrites par Vince Clarke.

## Classements
| Pays                           | Meilleure position |
| ------------------------------ | ------------------ |
| Irlande (Irish Singles Chart)  | 22                 |
| Royaume-Uni (UK Singles Chart) | 11                 |